# Света Анастасия (Касандрино)
Вижте пояснителната страница за други значения на Света Анастасия.
„Света Анастасия“ (на гръцки: Αγίας Αναστασίας) е възрожденска православна църква, разположена в село Касандрино на полуостров Касандра.
Църквата е построена в 1867 година, като дотогава като енорийски храм служи гробищната „Света Троица“. В средата на ΧΧ век е разрушена, за да се издигне в 1965 година нов енорийски храм. При обновяването на църквата повторно са използвани две каменни плочи с надписи ΔΙΜΙΤΡ/ΙΟΥ ΑΝΒΟ и 1965 + 1899. Източната стена е запазена от стария храм. Подът е покрит с мозайки с геометрични фигури от морски камъчета от XIX век. От стария храм са запазени иконите, някои книги и съдове. Иконите на иконостаса Христос Вседържител и Света Богородица са от 1833 година, дело на галатищки зографи. Иконата на Света Анастасия и Теона е зографисана на 20 декември 1831 година от Атанасий от Галатища. Ценни са и двата големи бронзови свещника.
Около църквата има две части от мраморни колони (1,57 и 1,78 m.), както изглежда от антична сграда в района. Над входа на порутена постройка наблизо има надпис: ΠΟΝΟΙΣ ΑΤΡΥΤΟΙΣ ΚΑ(Ι...) ΤΩΝ ΠΟΘΩ ΤΟΥ ΕΝ ΜΟΝΑΧΟΙΣ ΚΥΡΙΛ(ΛΟΥ) ΑΝΑΣΤΑΣΙΤΟΥ, ΩΚΟΔΟΜΗΘΗ ΕΤΕΙ ΤΩ ΣΩΤΗΡΙΩ + τω αωλζ (1837) + μηνί ΦΕΒΡΟΥΑΡΙΩ.